# Ньямвезі (мова)
Ньямве́зі — мова сім'ї банту народу ньямвезі, використовується в Танзанії, в 1972 році число мовців становила близько 363 тисяч. Має сильне діалектне членування, зокрема її варіантом є кононго.

## Зовнішні посилання
- Raport Ethnologue

1. ↑  ScriptSource - Tanzania